# Masacre de Villa Virgen (2002)
La masacre de Villa Virgen ocurrió el 25 de julio de 2002 en el distrito homónimo en una de las orillas del río Ene, en el departamento del Cuzco. El suceso dejó tres muertos y los autores del ataque fueron acusados de ser miembros de la etnia asháninca.

## Contexto
El Distrito de Villa Virgen de la provincia de La Convención en el noroeste del Cuzco era considerado el límite entre los territorios mestizos y de los pueblos nativos de la amazonía peruana, estos bosque selváticos solían ser sitio de enfrentamientos entre colonos andinos y grupos indígenas, debido a que los primeros se adentraban a sus zonas, además Villa Virgen pertenecía al llamado VRAE que para 2002 era el único enclave de milicianos del Partido Comunista del Perú-Sendero Luminoso que quedaba como reminiscencia de la época del terrorismo en el Perú.

## Ataque

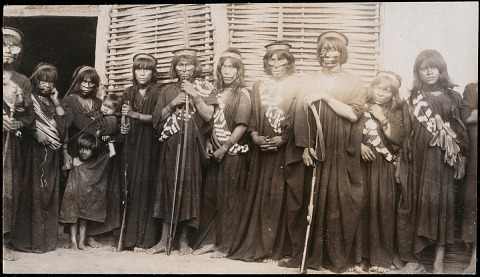
Grupo de ashánincas.

Los colonos provenientes de urbes andinas como Cuzco y Ayacucho se transportaban mediante los ríos de la cuenca del río Ucayali, entre ellos el río Ene. En una de las localidades de ese cuerpo de agua tres colonos se detuvieron a descansar en la orilla piedrosa, lo que no sabían esos individuos era que estaban siendo interceptados por posibles Ashánincas que los sorprendieron de improvisto y pasaron a atacarlos con palos hasta matarlos, los cuerpos fueron tirados al río y la embarcación destruida, los atacantes volvieron a internarse en la selva.

### Investigaciones
Aunque todas las víctimas murieron, hubo otras embarcaciones cercanas que vieron el ataque, aunque no intervinieron por temor, estos contaron a la Policía Nacional del Perú del incidente, la PNP y comuneros lograron recuperar dos de los tres cuerpos.